# CJD Christophorusschulen Droyßig
Die CJD Christophorusschulen Droyßig sind ein Gymnasium und eine Gemeinschaftsschule im Gebäude der ehemaligen Droyßiger Anstalten. Im Schuljahr 2020/21 wurden in den Schulen 613 Schüler von 56 Lehrern unterrichtet.

## Geschichte
Die Schule wurde am 11. Mai 1847 von Fürst Otto-Viktor von Schönburg-Waldenburg als evangelisches Lehrerinnenseminar gestiftet. Sie wurde am 1. Oktober 1852 eröffnet. Erster Direktor war Wilhelm Kritzinger. 1944 wurden die Schule und das Internat geschlossen. Nach dem Ende des Zweiten Weltkriegs wurde das Gebäude zunächst als Kaserne der (erst US-amerikanischen, dann sowjetischen) Besatzungstruppen genutzt. Im März 1947 wurde darin die Landesheimschule als Oberschule mit Internatsbetrieb eingerichtet, in der Kinder und Jugendliche, deren Eltern Opfer des Nationalsozialismus gewesen waren, die Möglichkeit erhielten, das Abitur abzulegen. Erstmals wurden jetzt auch Mädchen und Jungen gemeinsam unterrichtet. Am 6. Oktober 1958 wurde die Zentralschule der Pionierorganisation „Ernst Thälmann“ (ZIPO) gegründet. Ab September 1965 wurden dort Freundschaftspionierleiter ausgebildet. 1984 plante die DDR in Droyßig ein Internierungslager für bis zu 800 Regimegegner, die Pläne wurden aber nie realisiert. Im August 1990 wurde die Lehrerausbildung in Droyßig eingestellt, und die Verwaltung der Schule wurde im Mai 1991 der Treuhand übergeben. Im Ostflügel des Gebäudes sollte ein „Gästehaus am Schloß Droyßig“ entstehen. Daraufhin gab es eine Briefdemonstration, weil viele ehemalige Schülerinnen die Schule erhalten wollten. Eine der Demonstranten nahm Kontakt zu den Jugenddorf-Christophorus-Schulen auf und organisierte den Besuch einer Delegation des CJD in Droyßig. Am 22. August 1991 erfolgte dann die Übergabe an den Landkreis Zeitz und am 1. September 1991 an das CJD. Am 2. September nahmen 211 Schüler in 9 Klassen den Unterricht auf. Im selben Monat erhielt die Schule die staatliche Anerkennung als Gymnasium. Erster Schulleiter war Burkhard Schmitt. Im Mai 1995 legten die ersten 16 Schüler ihr Abitur ab. Seit 2008 bietet die Schule das Juventusfest als Alternative zu Jugendweihe, Firmung und Konfirmation an. 2013 wurde mit 12 Fünftklässlern die Gemeinschaftsschule als zweite Schule eingerichtet. Seit 2018 ist Stefan Auerswald Schulleiter und Standortkoordinator des CJD Droyßig.

## Auslandsbeziehungen
Die Schule hat regelmäßige Beziehungen sowie Schüleraustausche mit folgenden Schulen:
- Armenien: Hakob-Karapenz-Schule Nr. 6 in Jerewan
- Frankreich: Institution St. Jeanne d’Arc in Château Brignoles / Provence
- Italien: Collegio Rotondi in Gorla Minore / Lombardei, Instituto Candia in Seregno
- USA: Timberlane Regional High School in Plaistow (New Hampshire); Bradshaw Mountain High School in Prescott Valley (Arizona); Prescott High School in Prescott (Arizona); University of South Carolina in Columbia (South Carolina)

## Auszeichnungen und Titel
Die Schule ist:
- eine Club-Of-Rome-Schule[2]
- ein Martin-Luther-Universität Prime-Gymnasium[3]

## Bekannte ehemalige Schüler
- Maximilian Gludau (* 1998), Abgeordneter im Landtag von Sachsen-Anhalt, Politiker (FDP)